# Dirigente Centrale
Il Dirigente Centrale (in gergo ferroviario D.C.) è una figura professionale che lavora nel campo delle ferrovie.
Al contrario dei macchinisti, capitreno e capistazione (colui che gestisce il movimento di una stazione o di qualsiasi altro impianto ferroviario), a lui è affidato il compito di ottimizzare, nei limiti del possibile, la circolazione dei treni; pertanto opera discretamente, lontano dal contatto con il pubblico.

## La comparsa
La figura del Dirigente Centrale nasce negli Stati Uniti. La tradizione ferroviaria riporta che, verso la fine dell'800, un funzionario di una Società Ferroviaria sia intervenuto, a mezzo telegrafo, per dirimere le continue diatribe - sempre telegrafiche - fra i capistazione che non si accordavano sulla gestione del traffico. L'idea permise il controllo dei movimenti dei treni da un posto centrale che, essendo a conoscenza di tutte le informazioni relative alla posizione dei treni stessi, poteva deciderne le modalità di spostamento. Questa figura professionale venne chiamata "despatcher". Un'altra versione riporta anche il nome di un funzionario, Charles Minot, sovrintendente di divisione della Erie Railroad, al quale si attribuisce il primo sforzo di controllare il movimento dei treni al di là del "Rule Book" (regolamento circolazione treni) e della "Operating time table" (orario di servizio). Minot, nel settembre del 1851, inviò un telegramma ad un impiegato (presumibilmente il capostazione) di una certa località, ordinando che tutti i treni vi fossero trattenuti fino a quando non fosse arrivato il treno su cui stava viaggiando.

### Primi D.C. in Italia

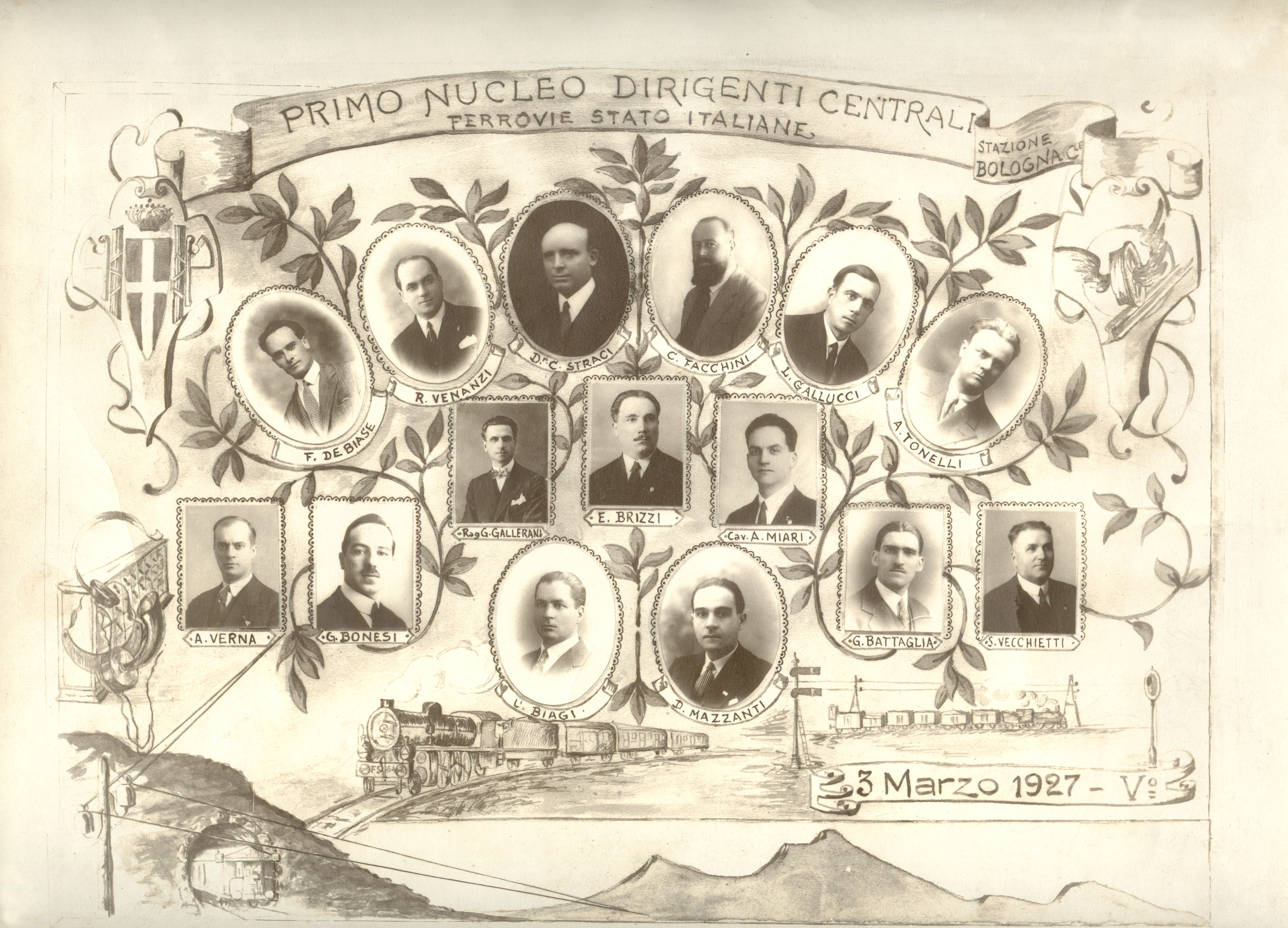
Quadretto ricordo dei componenti il primo Nucleo Dirigenti Centrali. A sinistra in basso riferimenti agli strumenti di lavoro (cuffie e microfono a "pettorina")

In Italia il primo esperimento di gestione centralizzata della circolazione ebbe inizio nel 1927 sulla linea "Porrettana".
Oggi la Porrettana è una linea secondaria che si inerpica da Bologna fino a Porretta Terme e Pracchia, per poi ridiscendere fino a Pistoia. Da qui si raggiungono Firenze o Pisa e il resto delle linee "principali". Ma nel 1927 era uno dei valichi appenninici, il più trafficato - e quindi dove era più necessaria una supervisione - per andare da Milano a Roma e tale rimase fino alla messa in esercizio della "Direttissima" Bologna-Prato (1934)
Durante la Grande Guerra la Porrettana era stata pesantemente utilizzata per i trasferimenti di truppe e materiale bellico e questo aveva mostrato tutti i limiti tecnologici della linea e della trazione a vapore.  La linea fu quindi elettrificata e fu possibile far aumentare la potenzialità di trasporto fino a 70 treni al giorno nonostante fosse (come ancor oggi) a "semplice binario" e nonostante l'orografia e le acclività da superare. La gestione di un tale traffico non poteva essere lasciata ai Dirigenti Movimento che per natura delle telecomunicazioni dell'epoca non ne potevano avere una visione completa. Era necessario inserire una figura che potesse operare come "regista" ricevendo informazioni e dando indicazioni sul flusso dei treni al dirigenti movimento.

### O.S. n° 33

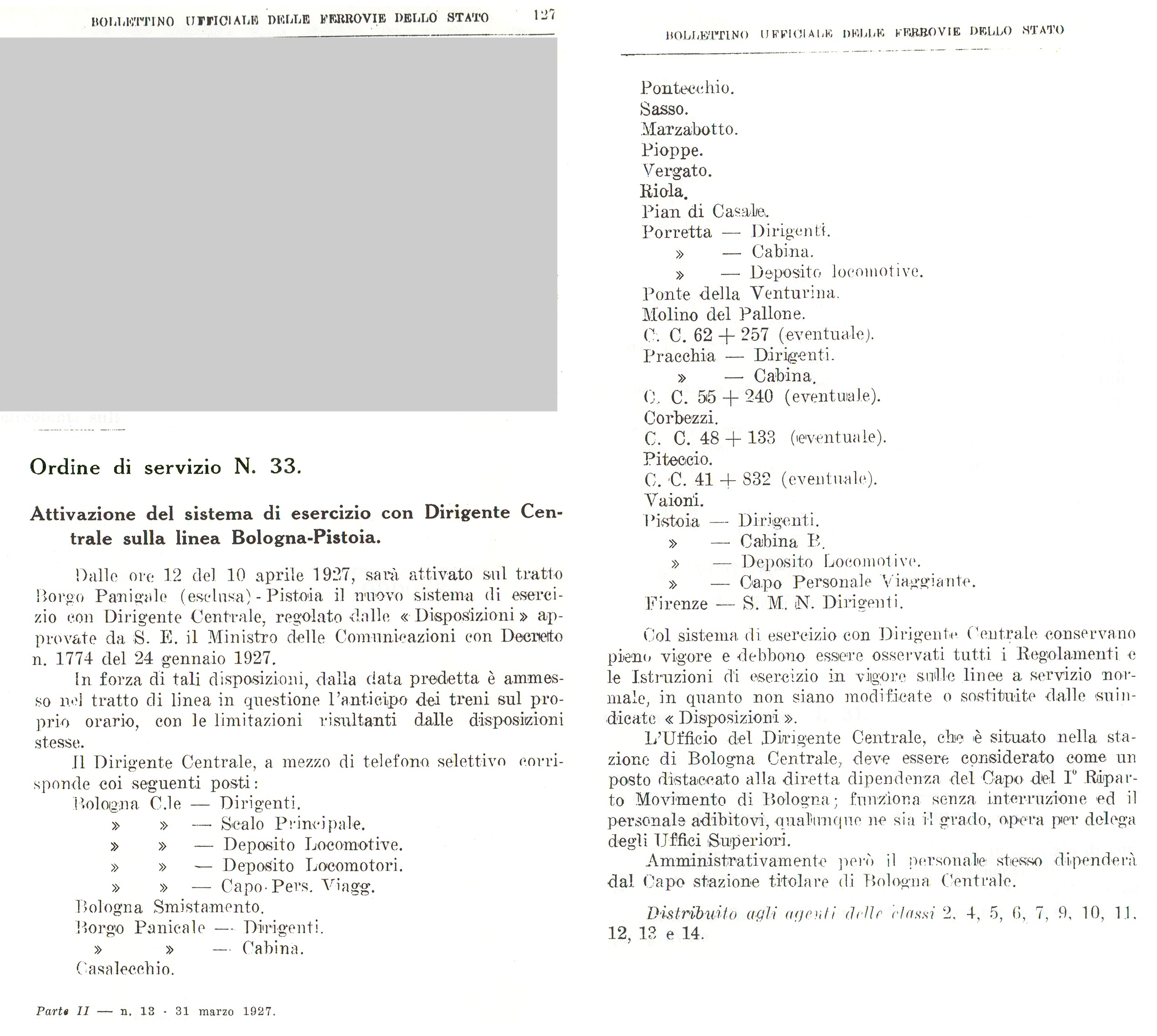
Riproduzione dell'O.S. nº 33 dal 31 marzo 1927 che istituiva il "nuovo sistema di esercizio"

A Bologna furono selezionati i dirigenti movimento che il 3 marzo del 1927 costituirono il primo Nucleo dirigenti centrali. A ricordo dell'avvenimento rimane un quadretto con i volti e i nomi di questi precursori, preziosamente custodito nell'ufficio del Capo Reparto Gestione Circolazione di Bologna e che qui, per gentile concessione, riproduciamo.
Regolato dalle "disposizioni" approvate dal ministro delle Comunicazioni con decreto n. 1774 del 24 gennaio 1927, l'Ordine di Servizio nº 33, del 31 marzo 1927 ufficializzava l'attivazione del "nuovo sistema di esercizio con Dirigente Centrale". Il servizio sarebbe iniziato il 10 aprile 1927 alle ore 12.00. L'O.S. nº 33 dava anche l'elenco dei "Posti" che sarebbero stati collegati al D.C. con il telefono "selettivo". Le informazioni sul traffico dei treni, in tempo reale, diventarono patrimonio comune di Stazioni e altri Posti di Movimento da Bologna Centrale fino a Firenze S.M.N. comprese.
Un dato interessante nella gestione del traffico con D.C. si nota negli O.S. citati qui sopra e sotto: diventava possibile sotto il profilo regolamentare la circolazione dei treni in anticipo di corsa (o meglio "in anticipo sul proprio orario"), precedentemente vietata.

### O.S. n° 53
Sempre in forza delle "Disposizioni" contenute nel Decreto 1774 del 24 gennaio 1927, l'O.S. nº 53 del 28 giugno 1927 disponeva che alle ore 12.00 del giorno 30 giugno 1927 sarebbe entrata in funzione una "seconda sezione D.C." che doveva gestire il traffico ferroviario in tutto il "nodo di Bologna" con proiezioni fino a paesi distanti una ventina di chilometri da Bologna: San Giorgio di Piano verso Padova, Persiceto verso Verona, Castel San Pietro verso Rimini mentre arrivava fino a Modena sulla linea verso Milano.
Negli anni successivi questo tipo di gestione del traffico venne generalizzata per le varie linee che convergevano su Bologna e il DC del nodo perse qualche "pezzo" restringendosi alle sole stazioni della prima periferia del capoluogo emiliano finché nel 1957 il Nodo venne "arricchito" con il primo impianto italiano gestito da D.C.O.. Naturalmente l'O.S. nº 53 non faceva menzione della linea Direttissima Bologna-Prato allora in fase di costruzione e che sarà inaugurata il 21 aprile (il "compleanno" di Roma era all'epoca molto utilizzato) del 1934.

### Prima sospensione dal servizio
Ironia della sorte, la prima Sezione D.C. d'Italia fu la prima a scomparire, e solo dopo pochi anni. Con l'entrata in funzione della direttissima Bologna-Prato il traffico ferroviario sulla Porrettana crollò e la sua gestione poté essere restituita all'azione concertata ma non più eterodiretta dei Dirigenti Movimento. L'O.S. nº 155 del 2 agosto 1934 fissava alle ore 0.00 del 6 agosto successivo la sospensione dell'esercizio con Dirigente Centrale sulla linea. Restavano gli impianti da mantenere in efficienza per eventuali necessità.

## La gestione della circolazione

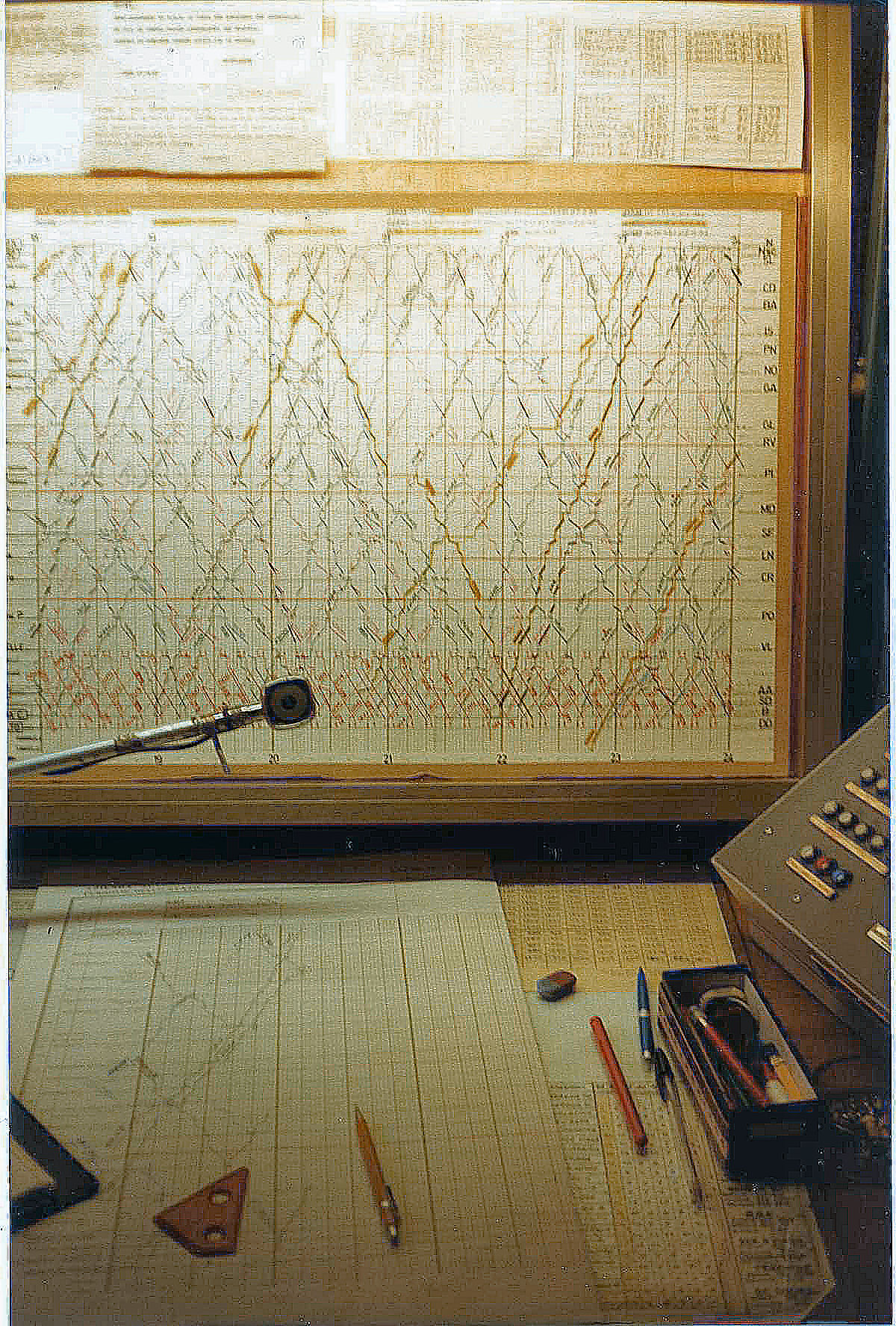
Scrivania-tipo in uso fino a qualche anno fa, con gli strumenti necessari alla gestione della circolazione

Come si può vedere in questa ormai storica foto (1983 circa), la postazione del Dirigente Centrale era costituita da una scrivania davanti alla quale era posto un supporto verticale (al centro della foto) su cui venivano appoggiate le tavole con i grafici teorici, cioè gli orari dei treni relativi alla tratta gestita. L'orario veniva visualizzato non in forma di tabella come nelle pubblicazioni che si trovano in edicola, ma in forma di grafico cartesiano spazio-tempo. Nella foto l'arco di tempo visualizzato è di sei ore e ogni riga rappresenta un treno di possibile circolazione.
Sul piano della scrivania (in basso a sinistra nella foto), il DC disegnava, usando una squadretta e matite di vari colori, un "grafico reale" (ovvero la vera marcia dei treni sotto controllo) sulla base delle informazioni di arrivo, partenza o transito dei treni nelle stazioni. (Nella foto si può notare il grafico reale della prima ora circa). Le informazioni venivano fornite in tempo reale dai capistazione tramite un telefono, chiamato "selettivo", che collegava le stazioni alla postazione del DC. Il grafico reale assolveva alla duplice funzione di "graficare" i movimenti dei treni diventando documento ufficiale e fornire al DC il supporto ottico per decidere i futuri movimenti dei treni, a quali stazioni assegnare gli incroci e le precedenze.
A destra nella foto si intravede una pulsantiera; ogni pulsante era collegato a una stazione che veniva chiamata premendolo: l'uso del microfono è ovvio. Interessante notare che ogni capostazione poteva (può ancora oggi) ascoltare tutte le conversazioni che avvengono fra il D.C. e i colleghi, potendo quindi conoscere e dedurre le decisioni prese anche senza chiedere appositamente istruzioni oppure può suggerire cambiamenti nelle decisioni facendo presente eventuali difficoltà non conosciute al DC o ai colleghi.
Da qualche anno, con l'arrivo dei computer e delle reti, le cose sono piuttosto cambiate.

## Elettronica
Non poteva mancare lo sviluppo delle metodologie operative supportate dall'elettronica. Anche il sistema di lavoro del Dirigente Centrale è stato cambiato con l'introduzione, nei primi anni ottanta dello scorso secolo, dell'uso dei computer su vasta scala; prima con i mainframe collegati con semplici terminali e ora con reti di personal computer collegati a server.

Esistono varie metodologie diverse dal telefono che consentono al D.C. la ricezione delle informazioni e la conseguente elaborazione delle decisioni. Un sistema molto usato, in continua evoluzione e ciònondimeno perfettibile (nel 2008 è stata distribuita la versione 6.0) è il C.C.L. (Controllo Circolazione Linee).

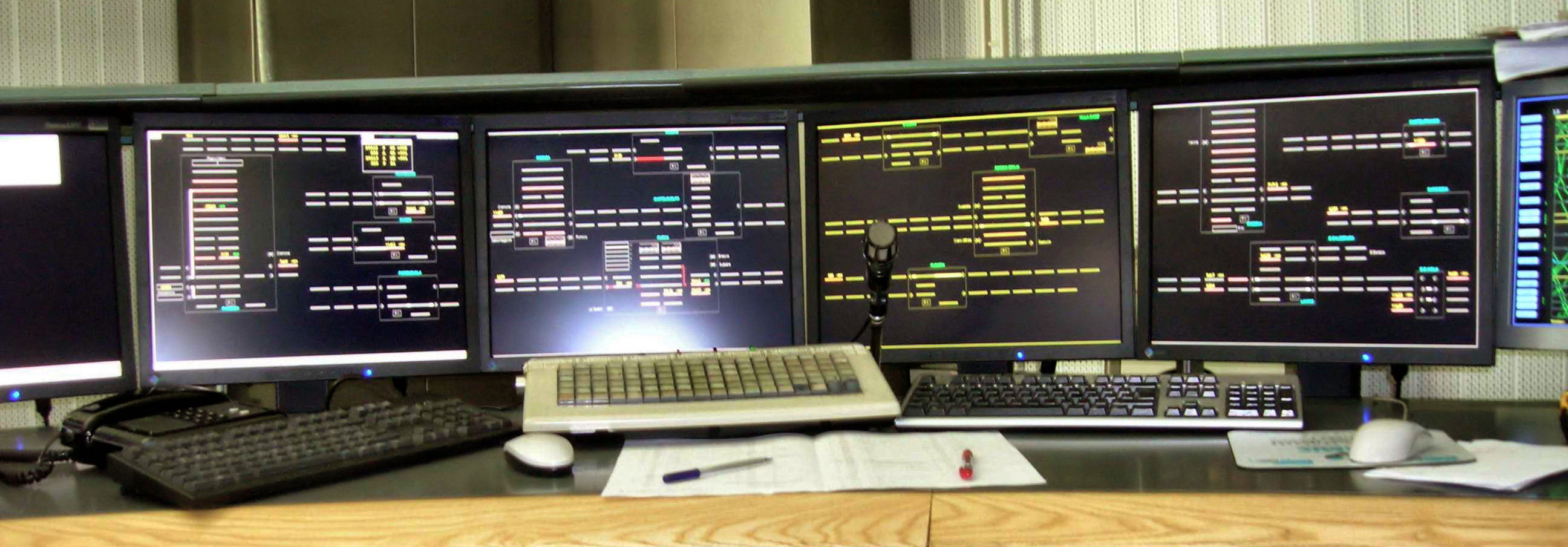
CCL2 linea Piacenza-Bologna in un momento di traffico non intenso

Una prima versione di questo sistema informatico prevedeva un computer mainframe e una serie di terminali (tastiera, monitor e stampante) collegati con le postazioni D.C., le stazioni e altri punti di controllo o interessati alla circolazione. I treni, passando in prossimità di sensori posti lungo le rotaie, inviano i dati di transito al computer che, dopo l'elaborazione, li manda ai monitor del D.C. Sui monitor la tratta di linea in gestione viene visualizzata schematicamente in pianta (foto sopra) e permette di controllare, assieme ad altre informazioni, lo spostamento dei treni lungo la linea e nelle stazioni, il ritardo o l'anticipo espresso in minuti.

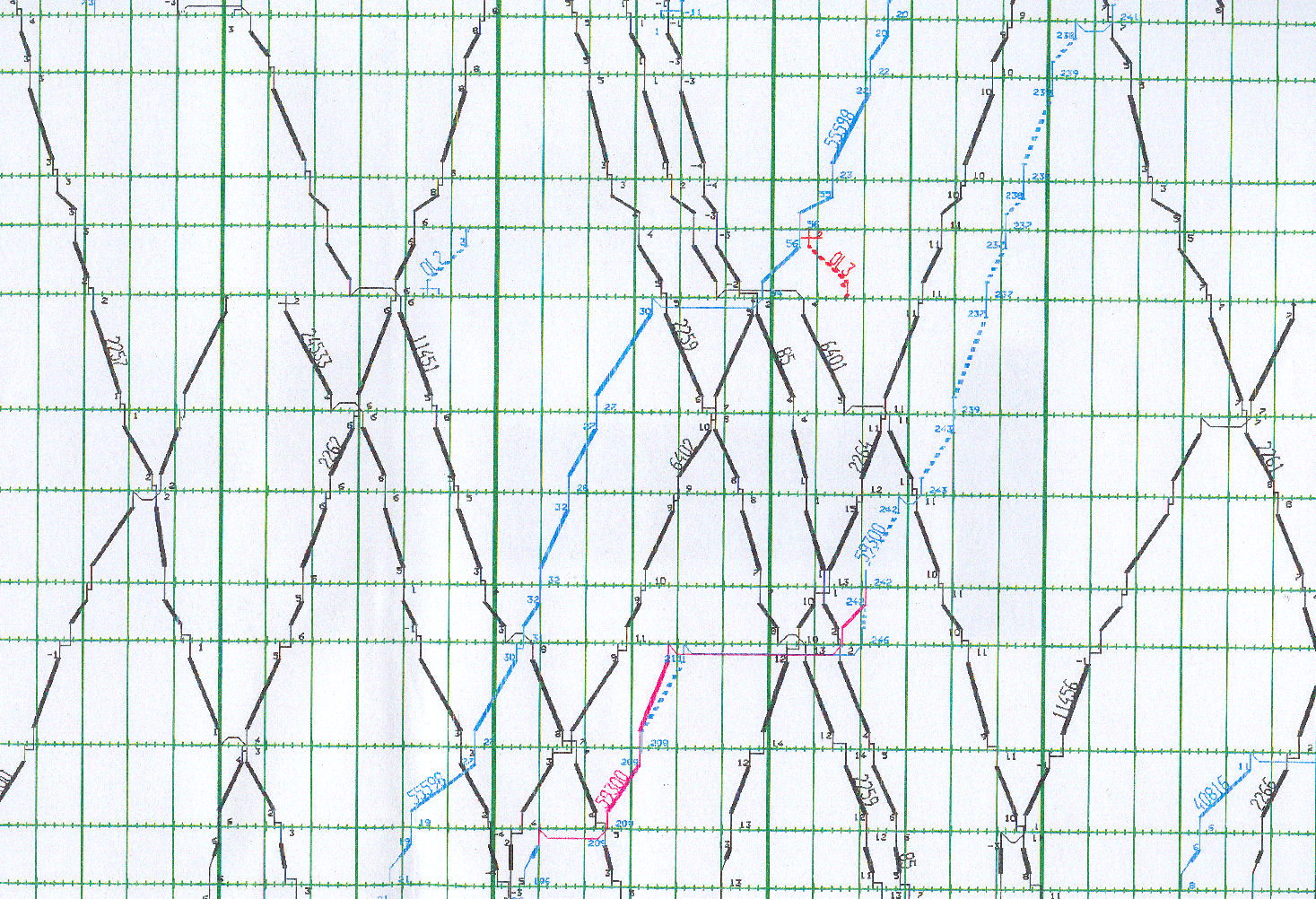
Grafico reale di una linea a semplice binario (binario unico)- Stampa da S.S.D.C.

Con l'introduzione di questo sistema i capistazione non sono più obbligati a telefonare al D.C. per comunicare i dati di transito che arrivano, ovviamente, in tempo reale. Fino a qualche tempo fa il grafico veniva stampato, sempre in tempo reale, con un plotter, sollevando il D.C. dal disegno manuale. L'aver tolto al D.C. alcune incombenze meno "pregiate" ha permesso ai dirigenti delle Ferrovie dello Stato una migliore utilizzazione e relativa riduzione del personale a parità di prodotto. 
 Da qualche anno il mainframe e i terminali sono stati sostituiti da una rete di personal computer e server. Questo permette una maggiore elasticità di gestione, la suddivisione della elaborazione dei dati fra molti punti e, soprattutto, la quasi assoluta certezza che il sistema non si arresti, cosa che, con il vecchio mainframe, costringeva i D.C. a ritornare alle metodologie manuali, alla carta e alla matita.
Il C.C.L. sembra però destinato alla scomparsa. La gestione del traffico ferroviario sta lentamente ma inesorabilmente passando al sistemi S.C.C. che permette la movimentazione dei treni con una riduzione massiccia del personale addetto al movimento. Tutti i movimenti dei treni e buona parte delle manovre e della circolazione dei carrelli sia in stazione che in linea passa sotto il controllo dei D.C.o. che della circolazione hanno il controllo diretto senza necessità di far intervenire il Dirigente Movimento.

### SSDC

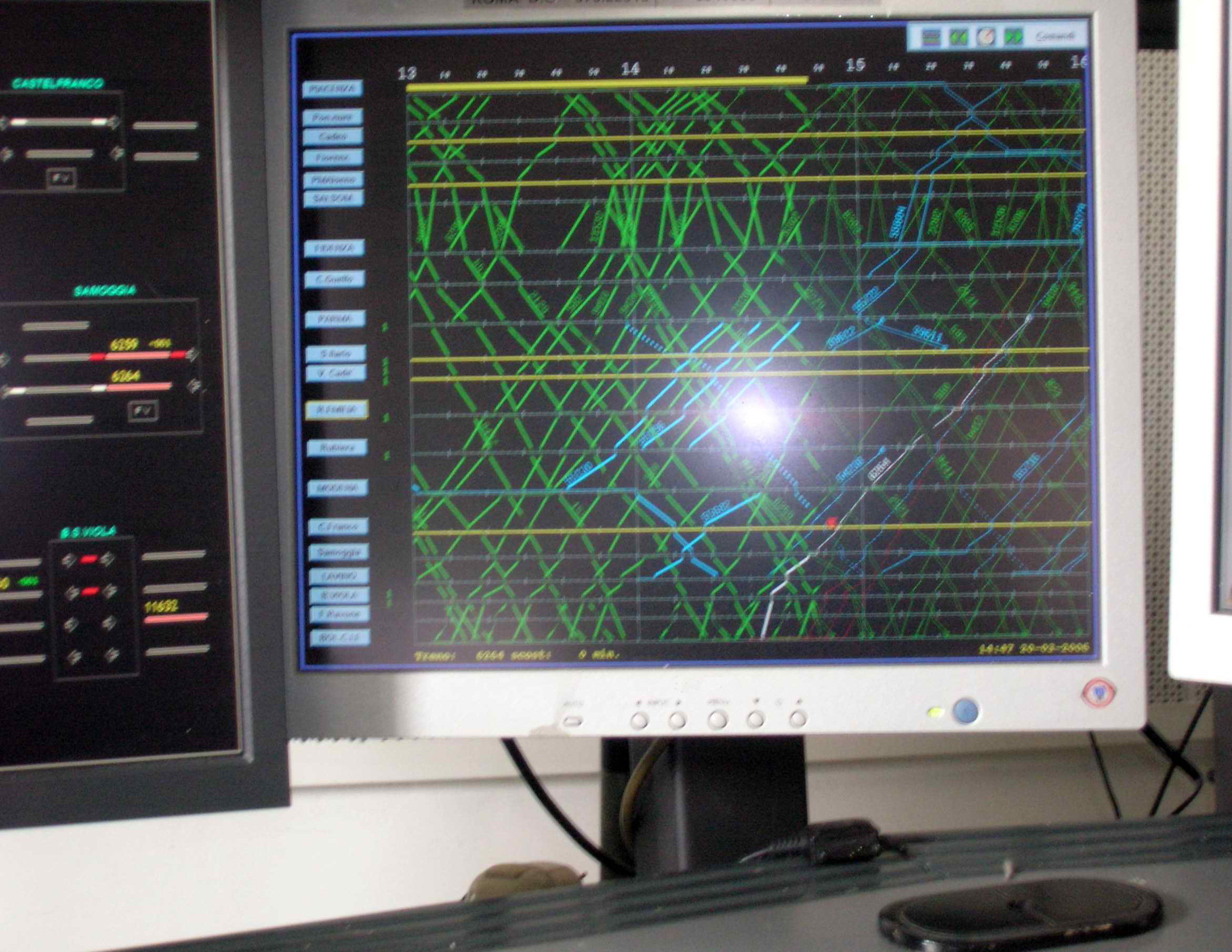
Monitor SSDC (Ansaldo) con grafico impostato su tre ore di cui una di "previsione"

Dagli anni '90 dello scorso secolo, inoltre, è stata esteso a tutto il territorio nazionale anche il sistema S.S.D.C. che riceve i dati o dalle stazioni o da altri sistemi (C.C.L., C.T.C. e altri). Questo sistema, anch'esso perfettibile, elabora i dati e li invia ad altri monitor della postazione D.C. o D.C.O ed anche ad altri sottosistemi, dopo l'eventuale elaborazione dei dati ottenuti tramite le tabelle orarie nazionali, generando un grafico spazio-tempo che permette anche, con alcune correzioni da parte degli addetti, una parziale -anche se ottimistica nei recuperi di percorrenza- previsione dell'andamento del traffico e di dare ai D.C. una percezione dei futuri conflitti di circolazione prevedibili nella tratta di competenza. Sfortunatamente le tracce teoriche dell'S.S.D.C. sono ancora impostate con una certa tendenza all'ottimismo e non tengono pienamente conto di molte soggezioni "reali" cui sono sottoposti i treni nella loro marcia. Ad esempio, la composizione dei treni merci non risente di tutte le caratteristiche e spesso la velocità di detti treni viene prevista molto maggiore di quella effettiva. Questo fa sì che l'indicazione del punto di interferenza fra i treni debba essere costantemente mediata dall'azione e dall'esperienza umana. Inoltre molte funzioni operative mostrano un approccio datato all'uso del software; ad esempio l'impossibilità di dimensionare quasi -se non- tutte le finestre, l'obbligo di mantenere evidenziato un campo con il mouse per poter inserire dati, l'impossibilità di utilizzare il tasto "Enter" per il comando finale che è stato completamente sostituito con il click del mouse.
D'altra parte anche l'S.S.D.C. sembra destinato a seguire la prevedibile sorte del C.C.L. con la scomparsa del D.C.; i D.C.O., infatti dispongono di altri sistemi informatici per gestire la marcia dei treni.

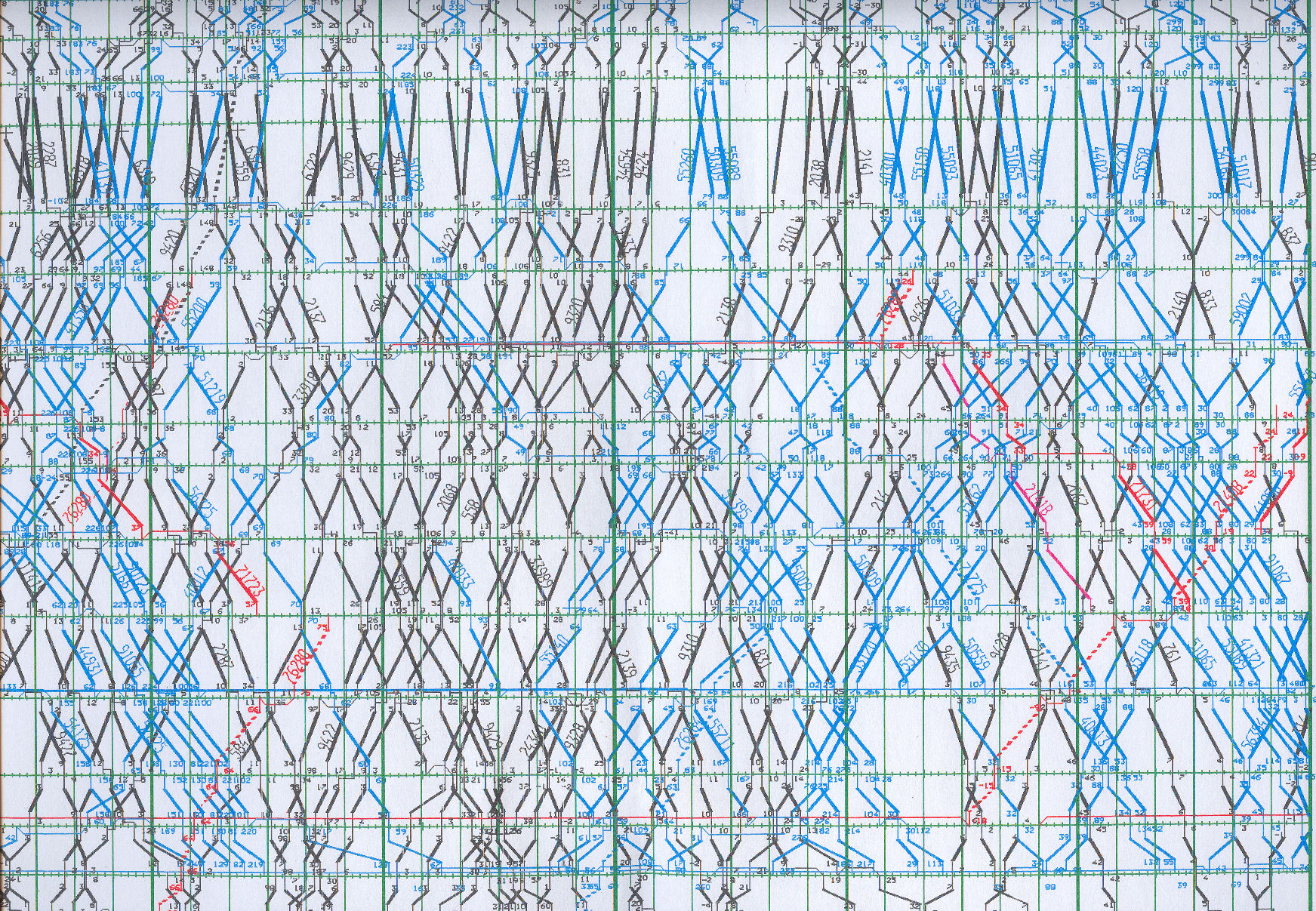
Grafico reale di una linea a doppio binario (ogni linea descrive la marcia di un treno)

Il grafico prodotto dall'SSDC tramite i dati presi dal database dell'orario è di tipo "teorico", Questo varia anche in base alle possibili interruzioni/rallentamenti/anormalità della linea o delle stazioni e man mano che i dati vengono elaborati, diventa reale, visualizzato tramite l'ingrossamento della traccia e dall'eventuale riposizionamento del dato di transito sull'asse delle ascisse.
A volontà si può ottenere, con una normale stampante, il grafico reale che servirà, tra l'altro, all'analisi dell'operato del D.C. e a rilevare gli eventuali errori di gestione del traffico.

## Futuro
Ricordiamo che esiste un'altra figura professionale simile al Dirigente Centrale, il Dirigente Unico che ha fornito la base teoretica per introdurre, quasi una mitosi, il futuro della dirigenza centralizzata del traffico. Già le tecnologie elettrotecniche combinate con i primi computer hanno trasformato il D.C. in D.C.O. (Dirigente Centrale Operativo). Questa figura, rendendo vivo il vecchio adagio: "se vuoi le cose fatte come vuoi tu, prima ordina e poi esegui", per mezzo di un grande quadro costellato di LED luminosi e di una pulsantiera riesce, da solo e assistito da computer, a gestire il traffico di un'intera linea rendendo obsoleta anche la ormai romantica figura del capostazione. 
 La pesante applicazione dell'informatica moderna ha portato un ulteriore sviluppo; il controllo e la gestione a grande distanza di apparati centrali di nuova concezione e la conseguente la progressiva espansione degli impianti S.C.C. che consente a team composti di poche persone la gestione diretta di decine di treni circolanti in linee lunghe centinaia di chilometri oppure in nodi di estrema complessità.

## Un D.C. eroico
Il quarantacinquenne Vince Coleman, uno dei due train despatcher delle Canadian Government Railways, era in servizio il 6 dicembre 1917 nella stazione di Richmond. Il suo lavoro era di controllare il traffico dei treni della linea principale di Halifax (ancora oggi importante base militare della Marina canadese) che costeggiava il bacino; la stazione stessa distava poche decine di metri dal porto. Coleman vedendo l'incendio della nave francese Mont Blanc, e sapendo che era carica di esplosivo corse al suo posto di lavoro e nonostante il pericolo si attardò a ordinare l'arresto di tutti i treni per mezzo del suo telegrafo. Riuscì a inviare il telegramma: "Hold up the train. Ammunition ship afire in harbor making for Pier 6 and will explode. Guess this will be my last message. Good-bye boys." (Frenare i treni. Nave in fiamme carica di munizioni al molo Pier 6  ed esploderà. Immagino che questo sarà il mio ultimo messaggio. Addio ragazzi.). Pochi secondi dopo l'esplosione lo uccise. La deflagrazione, la più grande fino a quella di Hiroshima, uccise circa 2.000 persone. Ma i treni furono fermati in tempo; il più vicino era arrivato a circa 4 miglia dal punto dell'esplosione. Circa 700 persone furono salvate dal sacrificio di Vince Coleman.
A Coleman è stato dedicato un episodio di Heritage Minutes (Historica Minutes: History by the Minute), brevi film della durata di sessanta secondi che illustrano attimi importanti della storia del Canada.